# Пропаганда
Пропагандата е вид послание, целящо да въздейства на мнението или поведението на хората във връзка с някаква кауза или позиция, която облагодетелства дадена група или личност. Често вместо безпристрастни и доказани факти, пропагандата може да представи съзнателно манипулирана информация с цел заблуда на обществото. Когато посланието, което трябва да се втълпи на хората, има опасност да не се хареса на обществеността, то трябва да бъде предложено по такъв начин, че да въздейства и да бъде прието. Макар че в началото думата има неутрален характер, с течение на времето добива негативен смисъл.

## Етимология и определение
За първи път като термин се появява през 17 век, от латински propagare – разпространявам и има неутрален характер. Използван е в Конгрегация за пропаганда на вярата (Congregatio de Propaganda Fide), комитет от римокатолически кардинали, учреден през 1622 година от папа Григорий XV. Политически характер придобива по време на Първата световна война.
Голямата съветска енциклопедия дава определение на пропаганда като:„Разпространение на политически, философски, научни, художествени и други възгледи и идеи с цел тяхното внедряване в общественото съзнание и активизиране на масовата практическа дейност.“ Като средства за осъществяване на тази цел се сочат лекции, радио, телевизия, печатни изделия.
Енциклопедия Британика дава следното определение:„Пропагандата се свежда до повече или по-малко систематични опити за манипулиране на мнението и убежденията на хората посредством различни символи: думи, лозунги, монументи, музика, поезия и т.н.“
Преднамереното изкривяване на фактите и филтриране на информацията е това, което отличава пропагандата от образованието.

## Методи и цели на пропагандата
Пропагандата е едно от основните средства на политическата и идеологическа манипулация. Тя не бива да се бърка с рекламата макар двете да имат много общо. Рекламата също може да си служи с манипулация, тя е разпространявана във всякаква форма и с всякакви средства привлекателна информация относно физическо или юридическо лице, стока, идея или начинание, която е предназначена за определен кръг потребители и цели да предизвика, формира или поддържа интереса им към въпросните лица, стоки, идеи и начинания, така че те да могат да се реализират. Тя използва същите средства – телевизия, радио, печат, интернет, кино, билбордове, листовки, значки и много други. Рекламата, която призовава към конкретни политически действия, се превръща в агитация.
За разлика от рекламата, пропагандата не е ограничена от временни рамки и не е лесно различима. Рекламата въздейства преди всичко на емоциите, докато пропагандата въздейства както на емоциите, така и на интелекта и разума.

## Видове пропаганда

### Военна пропаганда
Военната пропаганда е много разнообразна в зависимост от историческия период и типа война. Въпреки това има няколко основни направления.
- Пропаганда за предаване в плен – това е тактика, използвана за деморализиране на противника и подтикване за доброволно предаване в плен със съответни обещания. Много е важно при тези обстоятелства да се подберат правилните форми и средства на въздействие – съобщаване на конкретни факти, насаждане на мисълта, че войниците ще се върнат живи у дома, разсейване (или насаждане) на страх
- Пропаганда за военни успехи – тя се използва успешно по време на Втората световна война и от двете страни
- Пропаганда по пътя на критическия анализ на собствените грешки
- Пропаганда по пътя на внушението на страх от поражение

### Религиозна пропаганда
Пропагандата е използвана често за да повлияе на мненията и вярванията на хората и вземе отношение по религиозни въпроси. Пример за това е разделението между римокатолическата и протестантската църкви. Изключително силна е пропагандата в религиозните култове.
Историята на България например сочи, че в началото на XIX век България става обект на чуждестранна религиозна пропаганда.
Римокатолическата църква с нейните проповедници пристигат и се настаняват на българска територия още през XIV-XV век, а протестантските проповедници нахлуват през XIX век. По същото време Българската православна църква се бори за своята независимост. Сред протестантите проповядващи в България през XIХ-ХХ век са методисти, конгрегационалисти и баптисти, идващи главно от Америка. Тези протестантски общности допринасят много за просветната и социална дейност в страната.
Наред със засилената протестантска пропаганда през XIХ-ХХ век в България започва и дейността на Петър Дънов (1864 – 1944), основателят на Бялото братство с ясно изразен окултно-езотеричен характер. По това време път си намира и религиозното учение на Лев Толстой (1828 – 1910), наречено толстоизъм.
Съществува и антирелигиозна пропаганда, провеждана основно от атеистите.

## История

### Античност и Средновековие
Пропагандата е дейност, за която има надеждни записани доказателства от древни времена. Бехистунският надпис (ок. 515 пр.н.е.) описващ подробно възхода на Дарий I на персийския престол, се разглежда от повечето историци като ранен пример за пропаганда. „Артхашастра“, написана от Чанакя (ок. 350 – 283 г. пр.н.е.), по време на империята Мауря, разглежда пропагандата в детайли, като например как се разпространява и как се прилага по време на война. Неговият ученик Чандрагупта Мауря (ок. 340 – 293 г. пр.н.е.), основател на империята, прилага тези методи при идването си на власт. Творбите на някои римски историци, като например Ливий (ок. 59 пр.н.е. – 17 г.), се считат за шедьоври на проримската пропаганда. Пример за пропаганда през Средновековието е творбата от 12 век „Войната на ирландците с чужденците“, написана от далказийците, която ги представя като легитимните владетели на Ирландия.
По време на Реформацията, пропагандата е подпомогната от разпространението на печатарската преса в цяла Европа, и по-специално в Германия. Това води до нови идеи и доктрини, предоставени на разположение на обществеността по начин, който дотогава не е бил възможен. Печатарската преса е изобретена около 1450 г. и бързо се разпространява и в други големи градове в Европа; по времето, когато Реформацията е в ход, през 1517 г. има печатарски центрове в над 200 от най-големите европейски градове. Тези центрове стават основните производители на пропагандни творби, както на протестантските реформатори, така и на католиците.

### 19 и 20 век
„Законите на имитацията“ на Габриел Тард (1890 г.) и „Психология на тълпите“ на Густав Льобон (1895 г.) са две от първите кодификации на пропагандните техники, които след това повлияват на много писатели, включително Зигмунд Фройд. „Моята борба“ на Хитлер е силно повлияна от теориите на Льобон. Журналистът Уолтър Липман в „Обществено мнение“ (1922 г.) също работи по тази тема, както и американския пионер в рекламата и основател на връзките с обществеността Едуард Бернайс, племенник на Фройд, който написва книгата „Пропаганда“ в началото на 20 век.
Според Алекс Кери, отличителна черта на XX век e „професионализирането и институционализирането на пропагандата“, тъй като става все по-важна, усъвършенствувана и осъзнаваща действията си тактика, както на правителствата, така и на бизнеса.

#### САЩ
По време на Първата световна война президентът Удроу Уилсън наема Липман и Бернайс да участват в комисията Крийл (официално Комитет за обществена информация), която трябва да наклони общественото мнение в полза на влизането във войната на страната на Антантата. Комисията Крийл осигурява теми за изказвания за „четириминутните мъже“ при обществени церемонии, и също така насърчава цензурата на американската преса. След войната пропагандата придобива все по-негативна конотация. Това се дължи отчасти на книгата от 1920 г. „How We Advertised America: the First Telling of the Amazing Story of the Committee on Public Information that Carried the Gospel of Americanism to Every Corner of the Globe“, в която е наблегнато твърде много върху въздействието на комисията Крийл и силата на пропагандата. Комитетът е толкова непопулярен, че след края на войната Конгресът го закрива, без дори да му предостави финансиране за организация и архивиране на документите.
Военната пропагандна кампания на комисията Крийл „проведе в рамките на шест месеца толкова силна антигерманска истерия, че впечатли за постоянно американския бизнес (и Адолф Хитлер сред всички останали) с потенциала на широкомащабната пропаганда да контролира общественото мнение.“ Бернайс въвежда термините „групово съзнание“ и „манипулирано съгласие“, важни понятия в практическата пропагандна работа. Изследването Century of the Self на Адам Къртис документира огромното влияние на тези идеи върху обществените отношения и политиката през миналия век.
Едуард Бернайс оказва голямо влияние в света на пропагандата. Той създава много кампании и написва книга за пропагандата, в която посочва възгледите си за използването ѝ. Той пише:

Съзнателното и интелигентно манипулиране на организираните навици и мнения на масите е важен елемент в демократичното общество. Тези, които манипулират този невидим механизъм на обществото представляват невидимо правителство, което е истинската управляваща сила на страната ни.

Нас ни управляват, нашите умове се моделират, нашите вкусове се формират, нашите идеи се предлагат, главно от мъже, които никога не сме чували. Това е логичен резултат от начина, по който е организирано нашето демократично общество. Огромен брой човешки същества трябва да си сътрудничат по този начин, ако искат да живеят заедно като гладко функциониращо общество.
—Едуард Бернайс, Propaganda (1928)В оригинал 
The conscious and intelligent manipulation of the organized habits and opinions of the masses is an important element in democratic society. Those who manipulate this unseen mechanism of society constitute an invisible government which is the true ruling power of our country. 

We are governed, our minds are molded, our tastes formed, our ideas suggested, largely by men we have never heard of. This is a logical result of the way in which our democratic society is organized. Vast numbers of human beings must cooperate in this manner if they are to live together as a smoothly functioning society.
Съвременната индустрия за връзки с обществеността е пряко следствие от работата на Липман и Бернайс и все още се използва широко от правителството на САЩ. През първата половина на XX век, самите те ръководят доста успешно фирма за връзки с обществеността. Втората световна война продължава използването на пропагандата като военно средство, както от страна на Германия с Йозеф Гьобелс, така и от британското Министерство на информацията и от американския Департамент за военна информация.
В началото на 21 век, правителството на САЩ разработва и свободно разпространява видеоигра, известна като „Армията на Америка“. Заявеното намерение на играта е играчите да се насърчават в интереса им да се присъединят към американската армия.

#### Съветска пропаганда
Руските революционери от 19 и 20 век разграничават два различни аспекта на пропагандата. Тяхната терминология включва две понятия: агитация и пропаганда, или общо – Агитпроп (Агитпроп не се ограничава само до Съветския съюз, както обикновено се счита – преди Октомврийската революция това трябва да е една от основните дейности на всеки марксистки активист; значението на Агитпроп в марксистката теория може да се види и днес в троцкистките кръгове, които настояват на значението от разпространението на листовки). Съветската пропаганда има за цел разпространението на революционни идеи, ученията на марксизма и теоретичното и практическо познание на марксистката икономика, докато „агитацията“ се използва за формирането на благоприятно обществено мнение и подклаждане на политически вълнения. Тези дейности не носят негативни конотации и са насърчавани.
Разширявайки обхвата на държавната пропаганда, болшевиките активно използват транспортни средства като влакове, самолети и други. Например, режимът на Йосиф Сталин построява най-големия самолет през 1930-те години, Туполев АНТ-20, изключително с пропагандна цел. Самолетът носи името на известния съветски писател Максим Горки, който се завръща от фашистка Италия. АНТ-20 е оборудван с мощно радио, наречено „Глас от небето“, машини за печат на листовки, радиостанция, фотографска лаборатория, кинопроектор със звук за показване на филми по време на полет, библиотека и др. Самолетът може да бъде разглобен и транспортиран по жп линия, ако е необходимо. Гигантският самолет поставя редица световни рекорди.
Съветската пропаганда разпространява комунистическите идеи и съветския образ на живот. Тя е целенасочено и централизирано ръководена от КПСС, оглавил властта по това време. В комбинация със строго налаганата цензура от страна на правителството, този вид пропаганда се оказва изключително ефикасна. Официалното ѝ название е „идеологическа работа“, „просвещение на масите“, „агитационна дейност“ и други подобни. Главлит е главната институция в СССР, която осъществява идеологическата комунистическа цензура и опазването на съветската държавна тайна в литературата, но такава дейност се води на всички нива.
В основата на съветската пропаганда е залегнала идеологията на марксизма-ленинизма. Характерът и методите на пропагандата се менят с историческото развитие на СССР, но не и нейната същност. Тя съчетава в себе си както човешки ценности – свобода, социална справедливост, патриотизъм, така и омраза към врага, класова борба, диктатура на пролетариата и култ към личността. Главната задача на комунистическата пропаганда е да създаде образа на „новия човек“.
С помощта на пионерските и комсомолски организации индоктринацията започва от много ранна детска възраст. Всички, родени след 1917 година, се възпитават в комунистически дух. Учителите в училищата са длъжни да преподават в марксистко-ленински дух и тяхната работа се следи отблизо. Историята по това време се фалшифицира, унищожават се доказателства от миналото, за да се прокара ленинската линия и политика. Децата се учат на братство и солидарност само с другите социалистически страни.
Пропагандата се извършва чрез СМИ, книги, кинофилми, театрални постановки, произведения на изобразителното изкуство. Съществува информационно затъмнение, защото почти всички западни станции са заглушавани и наричани вражески. Поезията и изобразителното изкуство отразяват и се подчиняват на социалистическия реализъм, който се счита за единствения правилен подход в изкуството. Терминът социалистически реализъм е въведен през 1932 г., но теоретичните му основи са поставени още от Карл Маркс, Фридрих Енгелс, Георгий Плеханов и Анатолий Луначарски. Още през 1918 г. по инициатива на Владимир Ленин се разработва план за „монументална пропаганда“, чиято цел е разпространението на социалистическата идеология. Важно място в този план заема изкуството, на което е отредена обслужваща партийните цели и интереси роля.

#### Нацистка пропаганда
Пропагандата в Германия е дело основно на Министерството на държавната просвета и пропагандата. Начело на него е поставен Йозеф Гьобелс – скоро след като Хитлер идва на власт през 1933 г. Всички журналисти, писатели и художници са задължени да се регистрират в една от палатите, подчинени на министерството – за пресата, изобразителното изкуство, музиката, театъра, киното, литературата или радиото.
Нацистите вярват в пропагандата като важен инструмент за постигането на своите цели. Адолф Хитлер, фюрер на Германия, е впечатлен от силата на съюзническата пропаганда по време на Първата световна война и вярва, че това е основата причина на спадането на морала и бунтовете в немския тил и Военноморските сили през 1918 г. (виж също Ножът в гърба).
Хитлер се среща почти всеки ден с Гьобелс, за да обсъдят актуалните новини, и министърът се запознава с мнението на Хитлер по въпросите. След това Гьобелс се среща с високопоставените представители на министерството, за да предаде официалната партийна линия по повод на световните събития. Радио- и телевизионните емисии и материалите на журналистите изискват предварително одобрение преди да бъдат разпространени. Успоредно с плакатите, нацистите произвеждат редица филми и книги, за да разпространяват убежденията си.
Този вид пропаганда е една от основните дейности на национал-социалистическата немска работническа партия (НСДАП). Подобна пропаганда по времето на Ваймарската република е насочена към завземане на властта в Германия, а по времето на Третия райх служи за укрепването на политическата власт. Хитлеристката и нацистка пропаганда съдържа няколко основни теми, които се превръщат в лозунги, засягащи чувствата на населението.
Тя следва ключовите пропагандистки принципи, изложени от Хитлер още в 1924 година в своя труд „Майн кампф“: Именно в това се състои изкуството на пропагандата, че тя, достигайки чувствителния свят на голяма маса от населението, в психологически правилна форма, намира място във вниманието, а след това и в сърцето на широките маси“.
Главните теми на нацистката пропаганда са расизмът и антисемитизмът, идеологията на чистата арийска нация и единния немски народ, както и военният героизъм. Важно място заема и образът на силната жена на Третия райх, както и култът към фюрера. Водеща роля играят средствата за масова информация, както и масовите обществени мероприятия и маршове, училищното възпитание и собствените организации – хитлерюгенд и съюзът на немските момичета.
Главен орган по разпространение и контрол на този вид пропаганда е ръководеното от министъра на пропагандата имперско министерство за народно просвещение и пропаганда Йозеф Гьобелс.

#### Пропаганда по време на Студената война
САЩ и СССР широко използват пропагандата по време на Студената война. И двете страни използват киното, телевизионни и радиопрограми, за да повлияят на собствените си граждани, една на друга и върху страните от Третия свят. Информационната агенция на САЩ ръководи Гласът на Америка като официална държавна радиостанция. Радио „Свободна Европа“ и радио „Свобода“, които са отчасти поддържани от Централното разузнавателно управление, осигуряват сива пропаганда в новини и развлекателни програми, съответно за Източна Европа и Съветския съюз. Официалната държавна раодиостанция на Съветския съюз – радио „Москва“, разпространява бяла пропаганда, докато радио „Мир и свобода“ излъчва сива пропаганда. Двете страни също така разпространяват програми с черна пропаганда, в периоди на кризи.
През 1948 г., британският Форин офис създава Отдел за проучване на информация (Information Research Department – съкр. IRD), който приема от военновременните и следвоенните отдели като Министерството на информацията и разпределя пропагандата чрез медии като BBC и различни издателства.
Китайско-съветските идеологически и гранични спорове довеждат до редица операции през границата. Една от техниките, разработени по време на този период е „обратното предаване“, в която радиопрограма се записва и възпроизвежда в обратен ред. Това се прави, за да може съобщения, предназначени за другото правителство, да могат да бъдат чути, а обикновеният слушател да не може да разбере съдържанието на програмата.
Когато описва живота в капиталистическите страни, по-специално в САЩ, комунистическата пропаганда се фокусира върху социални проблеми като бедността и антисиндикалните действия от страна на правителството. Работниците в капиталистическите страни са описвани като „близки по идеология“. Пропагандата твърди, че богаташите в САЩ получават доходите си от производство на оръжие, и че в страната фактически има расизъм или неофашизъм.
Когато описва живота в комунистическите страни, западната пропаганда се опитва да създаде представа за граждани, държани в плен от страна на правителствата, които промиват мозъците им. Западът създава страх от Изтока, чрез създаване на агресивен образ на Съветския съюз. В Северна и Южна Америка, Куба служи като основен източник и цел на пропаганда за станциите, ръководени от ЦРУ и кубинските групи в изгнание. Радио „Хавана Куба“ от своя страна излъчва оригинални програми, препредава радио „Москва“, излъчва „Гласът на Виетнам“, както и предполагаеми признания от екипажа на американския кораб „Пуебло“.
Романите на Джордж Оруел „Животинската ферма“ и „1984“ са истински ръководства за използването на пропагандата. Макар събитията в тях да не визират изрично Съветския съюз, тези книги изобличават тоталитарните режими, които постоянно покваряват езика за политически цели. По ирония на съдбата обаче, те са използвани точно за пропаганда. ЦРУ например, тайно поръчва анимационен филм, адаптация на „Животинската ферма“ през 1950 г., но с малки промени на оригиналния сюжет, за да го използва за собствените си нужди.

#### Война във Виетнам
Пропагандата е широко използвана от комунистите във Виетнамската война като средство за контролиране на мнението на народа. Радиостанции като радио „Ханой“ са неразделна част от северовиетнамските пропагандни операции. Комунистическият виетнамски политик Май Чи Тхо, коментирайки употребата на пропагандата, заявява:
 „Хо Ши Мин може да е бил зъл човек; Никсън може да е бил велик. Американците може да са имали справедлива кауза; ние може да не сме имали такава. Но ние спечелихме, а американците загубиха, защото убедихме хората, че Хо Ши Мин е велик, че Никсън е убиец, а американците са нашественици... Основният фактор е как да контролираш хората и мнението им. Само марксизмът-ленинизмът може да направи това.“